# 알래스카 경계 분쟁

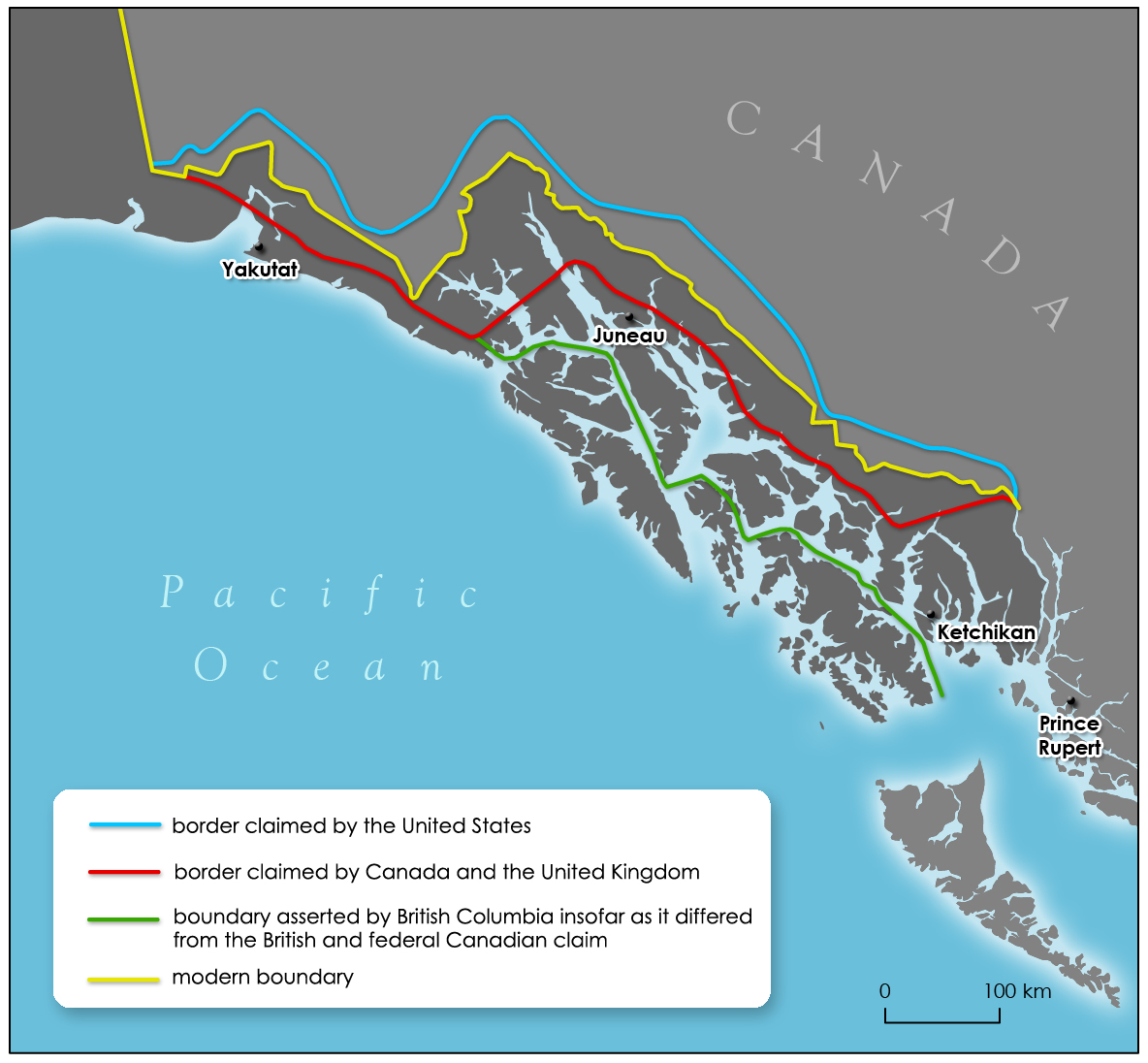
1903년 중재 이전인 알래스카 동남부 지역에서 다양한 주장이 제기된 모습이다.

알래스카 경계 분쟁은 당시 미국과 캐나다의 외교 관계를 통제하고 있던 영국 및 아일랜드 연합 왕국 간의 영토 분쟁이었다. 1903년 중재를 통해 해결되었다. 이 분쟁은 1821년부터 러시아 제국과 영국 간에 존재했으며 1867년 알래스카 매입 이후 미국이 이어받았다. 최종 결의안은 캐나다가 유콘 금광에서 바다까지 캐나다만의 배출구를 얻지 못했기 때문에 미국의 입장을 지지한 것이다. 캐나다의 실망과 분노는 미국에 대한 것보다 건강한 영미 관계를 위해 캐나다의 이익을 배신한 영국 정부에 더 많이 향했었다.